# Microdipoena elsae
Microdipoena elsae är en spindelart som beskrevs av Michael Ilmari Saaristo 1978. Microdipoena elsae ingår i släktet Microdipoena och familjen Mysmenidae.
Artens utbredningsområde är Seychellerna. Inga underarter finns listade i Catalogue of Life.